# Rae Kwon Chung
Rae Kwon Chung ist ein südkoreanischer Professor Emeritus am Institut für Konvergenzwissenschaft und -technologie der Universität Incheon und arbeitet an Lösungen für den Klimawandel.

## Hintergrund
Rae Kwon Chung schlug im Rahmen des Kyoto-Protokolls die Idee eines einseitigen Mechanismus für umweltverträgliche Entwicklung (englisch Clean Development Mechanism - CDM) vor, um den Entwicklungsländern zu ermöglichen, von sich aus Projekte zur Minderung der Treibhausgasemissionen zu initiieren. Chung war Hauptautor des Berichts zu Technologietransfer des Weltklimarates IPCC. Hierfür erhielt er 2007 eine persönliche Kopie des Friedensnobelpreises, der dem IPCC verliehen wurde. Zuvor war er als Botschafter der Republik Korea für den Klimaschutz, als Hauptberater des VN-Generalsekretärs und als Direktor für Umwelt und Entwicklung für die Wirtschafts- und Sozialkommission für Asien und den Pazifik der Vereinten Nationen (englisch United Nations Economic and Social Commission for Asia and the Pacific, ESCAP oder UNESCAP) tätig. Unter seiner Leitung veröffentlichte ESCAP 2012 einen Sonderbericht, der eine kohlenstoffarme „Green Growth Roadmap“ für Asien und den Pazifik vorschlägt. Dieser Fahrplan enthält spezifische politische Optionen sowie bewährte Verfahren und erfolgreiche Beispiele aus der Praxis zur Nutzung umweltfreundlicher Politiken als Motor für das Wirtschaftswachstum. Derzeit ist Rae Kwon Chung Berater des Vorsitzenden des Hochrangigen Experten und Führungsgremiums für Wasser und Katastrophen (englisch High-level Experts and Leaders Panel on Water and Disasters, HELP), welches an den UN-Generalsekretär berichtet. Des Weiteren ist Rae Kwon Chung Mitglied des Kuratoriums des Global Energy Prize.